# Ломба Каве (Авелино)
Ломба Каве је насеље у Италији у округу Авелино, региону Кампанија.
Према процени из 2011. у насељу је живело 72 становника. Насеље се налази на надморској висини од 463 м.